# کمان‌شکارچی
کمان‌شکارچی (نام علمی: Arcovenator) نام یک سرده از شاخه طنابداران است.